# アベ鳥取堂
アベ鳥取堂（アベとっとりどう）は、日本の鳥取県鳥取市に本拠を置き、鳥取駅構内営業・各種折詰、弁当料理製造販売等を行っている企業。

## 沿革
- 1910年5月 創業。当初の営業内容は「菓子の製造・卸小売、酒類、木炭、食料品の小売」。
- 1940年 株式会社に組織変更。
- 1943年10月 鳥取駅構内での営業権取得。駅弁の製造販売を開始。
- 1952年 冬季限定で「元祖かに寿し」の製造販売を開始。
- 1958年 「元祖かに寿し」の通年販売を開始。
- 1965年 季節限定で「あご寿し」の製造販売を開始。
- 1973年 本社移転、日産10000食規模の工場を稼動。仕出しを開始。
- 1985年 「あご寿し」の通年限定販売を開始。

## 代表的な商品

### かに寿し系
カニを使ったちらし寿司。「かに寿し」は1952年に発売されており、アベ鳥取堂は、「全国で初めてのかに寿司駅弁」であると述べている。当初は冬季限定商品、その後1958年に同社がカニの身の保存技術を開発し、通年の販売となった。かに寿司の通年販売も全国初であったとされる。その後、他エリアでもカニを用いた寿司が作られるようになったことから、後年「元祖かに寿し」と名称を変更。
カニは鳥取県および兵庫県北部の漁港に水揚げされた地元産の松葉ガニを使用している。米・酢もオリジナルのものを使い、販売開始当時の製法を守っている。
かに寿しはアベ鳥取店の主力商品であることから、複数のバリエーションが用意されている。
- 元祖かに寿し
カニの甲羅をかたどった八角形の曲物の容器に盛られた酢飯にカニのほぐし身と錦糸卵が乗る。つけ合わせとして、潮吹き昆布と奈良漬けがつく。
- 山陰かにめし
カニを炊き込んだ飯に、カニのほぐし身とはさみが乗る。容器もカニをかたどっている。
- お好みかに寿し
元祖かに寿しをベースに、かにの細巻とかにの握り寿司が入る。
- ほかほか駅弁蟹めし
カニの炊き込みご飯にかにの脚とシイタケが乗る。加熱機構つきのパッケージを採用。要予約商品。
- 特撰笹かに・かに味噌入り
酢飯の上にかにのほぐし身とカニの脚のむき身が乗る。かに味噌も散りばめられている。要予約商品。

### かに寿し以外の駅弁
- あご寿し
1965年発売のあご（トビウオの地方名）を使った寿司で、酢で締めたあごを酢飯に乗せ、白板昆布をかけ、笹の葉で巻いて経木の箱に入れている。当初は季節販売だったが、冷凍保存に成功したことから1985年からは通年販売となっている。他にさば寿しもある。
- ほかほか駅弁鳥取牛弁当
鳥取牛の肉を売りにした弁当。山椒飯と煮込んだ牛肉を組み合わせたもの。加熱機構つきパッケージを採用。
- 鳥取牛こだわり美味づくし
鳥取牛の肉を訴求点とした弁当。加熱機構つきパッケージを採用。要予約商品。
- 鳥取名物牛鶏対決弁当
鳥取牛と鳥取地鶏ピヨ（大山地鶏）を売りにした弁当。
- 素晴ら椎茸弁当
鳥取の特産品でもある椎茸を売りにした弁当。
- 幕の内弁当
「砂丘鳥取味の弁当」「城下町とっとり」など複数のグレードの幕の内弁当がある。また、かに寿しを用いた「かに幕の内」、赤飯をあわせた「おこわ弁当」も用意されている。

### 空弁
鳥取空港では空弁も扱っている。
- かに寿し
鳥取空港最初の空弁とされる。カニを売りにした箱寿し。
- 梨の甘みのカツサンド
鳥取産の豚肉を使ったカツサンド。鳥取名産の梨も使っている。

### 仕出し料理
パーティ用のセット商品・皿盛・寿し盛・会席膳などがラインナップされている。

### 外食事業
鳥取駅構内で蕎麦店「砂丘そば」の運営を行っている。